# Temisas
Temisas es una localidad del municipio de Agüimes, Gran Canaria, situado a 687 m s. n. m.,es  un caserío caracterizado por mantener una arquitectura popular doméstica, de edificios bajos, muros de mampostería blanqueados con yeso o cal y cubiertas de tejas árabes y techos a dos o cuatro aguas, lo cual le ha valido el título de Caserío Canario Representativo, otorgado por el Gobierno de Canarias. En 2023 contaba con 285 habitantes.

## Toponimia
La mayoría de autores, como Bernáldez, Berthelot, Álvarez Rixo, Chil, Millares, o Wölfel atribuyen naturaleza aborigen al topónimo Temisas. No hay acuerdo sobre su significado y se han propuesto varios como tehâtimt, olivo, los términos bereberes timesi, nombre de una planta indeterminada o timisha que significa sílex, por último se apunta a otro término itînmisâr, ouritenmisâr que significaría estar habitualmente reunidos (o agrupados).

## Historia
En las cercanías del pueblo se asienta un yacimiento prehispánico conocido como La Audiencia o Risco Pintado consistente en un poblado de cuevas labradas artificialmente y colgadas de un risco de difícil acceso que en tiempos de los aborígenes constituyeron un importante granero de la zona.
Poco después de la conquista castellana de la isla, hacia 1518, ya hay registro del topónimo en el Registro del Sello del Archivo de Simancas  y en años posteriores aparece con reiteración en el libro de Repartimientos de Gran Canaria. La ermita de san Miguel fue construida en 1730 por sus vecinos alentados por el dominico de Agüimes Fray Marcos Gil que se encontraba destinado en el lugar en aquella época, quien esculpió y regaló a la ermita la imagen del patrón San Miguel Arcángel.